# Pseudobravoa
Pseudobravoa é um género botânico pertencente à família agavaceae.

## Espécies
- Polianthes americana
- Polianthes bicolor
- Polianthes brachystachys
- Polianthes brunnea
- Polianthes debilis
- Polianthes densiflora
- Polianthes durangensis
- Polianthes elongata
- Polianthes ensifolia
- Polianthes geminiflora
- Polianthes tuberosa

1. ↑  «Pseudobravoa — World Flora Online». www.worldfloraonline.org. Consultado em 19 de agosto de 2020